# Смаєр (Техас)
Смаєр (англ. Smyer) — місто (англ. town) в США, в окрузі Гоклі штату Техас. Населення — 441 особа (2020).

## Географія
Смаєр розташований за координатами 33°35′15″ пн. ш. 102°9′49″ зх. д. / 33.58750° пн. ш. 102.16361° зх. д. (33.587382, -102.163501).  За даними Бюро перепису населення США в 2010 році місто мало площу 2,06 км², уся площа — суходіл.

## Демографія
Згідно з переписом 2010 року, у місті мешкали 474 особи в 179 домогосподарствах у складі 124 родин. Густота населення становила 230 осіб/км².  Було 194 помешкання (94/км²).
Расовий склад населення:
| - 80,0 % — білих - 2,5 % — чорних або афроамериканців - 0,2 % — корінних американців - 13,1 % — осіб інших рас |

До двох чи більше рас належало 4,2 %. Частка іспаномовних становила 38,0 % від усіх жителів.
За віковим діапазоном населення розподілялося таким чином: 28,5 % — особи молодші 18 років, 58,2 % — особи у віці 18—64 років, 13,3 % — особи у віці 65 років та старші. Медіана віку мешканця становила 35,2 року. На 100 осіб жіночої статі у місті припадало 98,3 чоловіків;  на 100 жінок у віці від 18 років та старших — 97,1 чоловіків також старших 18 років.
Середній дохід на одне домашнє господарство  становив 54 240 доларів США (медіана — 47 500), а середній дохід на одну сім'ю — 56 754 долари (медіана — 52 981). За межею бідності перебувало 18,1 % осіб, у тому числі 29,0 % дітей у віці до 18 років та 6,6 % осіб у віці 65 років та старших.
Цивільне працевлаштоване населення становило 308 осіб. Основні галузі зайнятості: освіта, охорона здоров'я та соціальна допомога — 32,5 %, роздрібна торгівля — 14,3 %, мистецтво, розваги та відпочинок — 11,4 %.